# Georg Zachariae (officer)
 For alternative betydninger, se Georg Zachariae. (Se også artikler, som begynder med Georg Zachariae)
Georg(es) Karl Christian Zachariae (født 5. november 1835 i København, død 15. maj 1907 i Klampenborg) var en dansk officer og geodæt.

## Militær karriere
Han var søn af toldkontrollør på Sankt Croix, senere ejer af Sophienberg ved Hørsholm og Nygård ved Lyngby, grosserer Georg Peter Ludvig Zachariae (1792-1870) og Anna Marie Louise født Brown (1792-1864).
Efter at have været landkadet fra 1849 til 1853 blev han sidstnævnte år sekondløjtnant ved 17. Bataljon med aldersorden fra året forud og kom, efter at have gennemgået Den kongelige militære Højskole 1857-61, til tjeneste ved Generalstabens topografiske Afdeling, ligesom han også gennemgik de forskellige våbens skoler. I december 1863 blev han adjudant ved infanterireserven og deltog i forsvaret af Dannevirkestillingen og af Dybbøl, fra 17. marts som ansat ved 4. Infanteribrigade, hvormed han også deltog i kampen om Als, idet han i april var avanceret til premierløjtnant. Efter i nogen tid at have været til tjeneste hos generalinspektøren for fodfolket blev Zachariae i 1865 suppleantlærer i topografi og geodæsi ved Den kongelige militære Højskole; 1868 blev han, der 1867 var avanceret til kaptajn, ansat som fast lærer og var til udelukkende rådighed for skolen indtil 1878, da han kom til praktisk tjeneste ved 2. Bataljon, hvorefter han 1879-82 var souschef ved 1. Generalkommando. Sidstnævnte år forfremmedes Zachariae til oberstløjtnant og chef for 24. Bataljon; han opgav nu lærervirksomheden ved Hærens Officersskole og foretog i 1882 en længere rejse til udlandet for at indhente forskellige oplysninger om jernbanernes militære benyttelse.
I april 1884 ansattes han som direktør for Den danske Gradmaaling, og dette førte til, at han i 1886 valgtes til medlem af Association géodésique internationale, 1903 til dens præsident. I 1893 blev han desuden medlem af Videnskabernes Selskab og var den ene af selskabets delegerede ved generalforsamlingen af den internationale association af akademier i Paris 1901; han blev 1897 medlem af Kungliga Krigsvetenskapsakademien. Fra 1888 til 1893 var Zachariae, som i 1889 avancerede til oberst, stabschef ved 2. Generalkommando, og derefter blev han chef for 3. Regiment, men allerede i 1895 udnævntes han til generalmajor og chef for 2. jyske Brigade; han overtog i 1897 kommandoen over 2. sjællandske Brigade og stilledes i 1901 i spidsen for Generalstaben. I 1903 udnævntes Zachariae til generalløjtnant og kommanderende general i 1. Generalkommandodistrikt og ledede som sådan manøvrerne på Sjælland samme efterår efter mere moderne principper.
General Zachariae var medlem af eller formand for mange forskellige kommissioner, således af Håndvåbenkommissionen (1888), af en Hærlovkommission (1893), af en Befæstningskommission (1898-1901) og af en Kommission til Udarbejdelse af en ny militær Rettergangslov (1900). Han havde markante og selvstændige meninger og var blandt andet en af kun få højere officerer, som åbent udtalte sin modstand mod gennemførelsen af Københavns Landbefæstning i 1880'erne.
Desuden overværede han i 1897 de større manøvrer i Frankrig, fungerede i 1899 som overkampdommer under de større manøvrer på Sjælland og ledede i 1902 en generalstabsøvelse. Zachariae blev 1864 Ridder af Dannebrogordenen, 1881 Dannebrogsmand, 1892 Kommandør af 2. grad, i 1897 af 1. grad og 1905 Storkors.

## Geodætisk virksomhed
Zachariae ydede, navnlig efter at N.F. Ravn var blevet minister, den væsentligste bistand ved udarbejdelsen af "Den danske Gradmåling", med hvilken C.G. Andræ 1884 afsluttede sin virksomhed som chef for Gradmålingen. Som dennes efterfølger kom nu Zachariae til at planlægge og lede Gradmålingens videre arbejder, der i hovedsagen kunne karakteriseres som gående ud på en nærmere undersøgelse af den matematiske jordoverflade, den såkaldte geoideform, og navnlig dennes afvigelser fra sfæroiden som grundform. Af de herhen hørende arbejder påbegyndtes straks et præcisionsnivellement, der efterhånden blev udstrakt over hele landet og omkring 1900 i det væsentlige fuldført. Hvad der ved dette særlig har vakt opmærksomhed, er den særdeles omhyggelige og rationelle måde, hvorpå nivellementet ved en original fremgangsmåde er ført over de landsdelene adskillende vande. 1890 påbegyndtes breddebestemmelser i trekantspunkterne og 1895 relative tyngdemålinger, ligesom en ny sammenslutning mellem det danske og svenske trekantnet ved Øresund blev sat i gang. Om fremgangen af disse arbejder har Zachariae aflagt beretninger på de internationale geodætiske møder. Om forskellige problemer vedrørende beregningen af sådanne arbejders resultater har Zachariae offentliggjort afhandlinger bl.a. i Astronomische Nachrichten og i Videnskabernes Selskabs Oversigter, således "Om Middelfejlsbestemmelsen ved relative Pendulmaalinger" (Videnskabernes Selskabs Oversigt 1903). Af lærebøger har Zachariae forfattet De geodætiske Hovedpunkter og deres Koordinater (1876), der indeholder flere originale bidrag og er oversat til tysk, samt De mindste Kvadraters Methode (1871, 2. udgave 1887), der udmærker sig ved stringent og klar fremstilling. Endelig har Zachariae også gennem sin mangeårige lærervirksomhed haft den største indflydelse på det geodætiske studium i Danmark. 

## Ægteskab
Zachariae blev gift 29. december 1863 i Trinitatis Kirke med Christine Cathrine Mathilde Nielsen (25. oktober 1838 i København - 30. juli 1900 i Julebækshuse, Hellebæk), datter af cand.theol., senere professor i filosofi Rasmus Nielsen (1809-1884) og Edel M. Nielsen (1815-93).
Han er begravet på Garnisons Kirkegård.
Han er afbildet på P.S. Krøyers maleri af et møde i Videnskabernes Selskab (1897, Videnskabernes Selskab), hertil skitse 1896. Pastel af Elfi Krüger, 1900. Fotografier af Budtz Müller og Harry Paetz 1905 (Det Kongelige Bibliotek).